# Michel Raymond (biologiste)
Pour les articles homonymes, voir Michel Raymond et Raymond.
Michel Raymond, né le 22 novembre 1959, est un biologiste français spécialisé en sciences de l'évolution et plus particulièrement en biologie évolutive humaine.

## Formation académique
Né le 22 novembre 1959, Michel Raymond obtient en 1982 un DEA (spécialité : paléontologie, génétique et sciences de l'évolution), puis en 1986 une thèse de doctorat de l’université de Montpellier II (spécialité : Biologie des organismes et des populations), et se voit attribuer en 1993 une habilitation à diriger des recherches par l'université de Montpellier II.

## Domaines d'étude
Ses travaux de recherche s’orientent autour de la sélection naturelle et de l’adaptation. Il a d'abord travaillé sur l’évolution de la résistance aux insecticides, particulièrement sur le modèle du moustique commun, Culex pipiens, comme un exemple d'apparition et de mise en place d'une adaptation, tout en développant des recherches en génétique des populations. Puis, il a entrepris des recherches en biologie évolutive humaine, une thématique interdisciplinaire nouvelle en France. Il s'est ainsi intéressé à des aspects peu ou mal compris de l'espèce humaine, afin d'apporter un éclairage évolutionniste. Il a ainsi étudié l'évolution de la latéralité manuelle, l'évolution de la ménopause, les choix des partenaires, l'évolution de l'attractivité féminine, l'évolution de l'homosexualité masculine, les modalités de l'évolution culturelle, la fonction du sommeil, les conflits évolutifs au sein de la famille, l'assurance de paternité, etc. Il s’intéresse récemment à la médecine évolutionniste, aux adaptation locales et aux liens entre l'alimentation et la santé.
Dans un article paru dans le journal Le Monde[réf. non conforme], Michel Raymond affirme qu'il existe des différentiations génétiques entre les populations humaines, comme dans la plupart des espèces vivantes. Ainsi, il est possible de retrouver l’origine géographique d’un individu par son ADN.

## Distinctions
- 1991 : Médaille de bronze du CNRS[réf. nécessaire]
- 1998 : Médaille d'argent du CNRS[6]
- 2012 : Prix Le goût des sciences du meilleur livre généraliste pour Pourquoi je n’ai pas inventé la roue : et autres surprises de la sélection naturelle[7],[8]
- 2013 : Prix La science se livre pour Pourquoi je n’ai pas inventé la roue : et autres surprises de la sélection naturelle[9][réf. non conforme]

## Publications

### Ouvrages grand public
- Cro-magnon toi-même ! : petit guide darwinien de la vie quotidienne, Seuil, 2008
- Pourquoi je n’ai pas inventé la roue : et autres surprises de la sélection naturelle, Odile Jacob, 2012
- La chèvre bleue, Le Pommier, 2013
- Le pouvoir de guérir : effet placébo, homéopathie, alimentation, HumenSciences, 2020

### Publications scientifiques
- Publications de Michel Raymond
- (en) Michel Raymond sur ResearchGate